# Alfonso Bartoli
Pour les articles homonymes, voir Bartoli.
Alfonso Bartoli, né le 1er janvier 1874 à Foligno et mort le 21 janvier 1957 dans la même ville, est un archéologue, enseignant et homme politique italien. Il était spécialiste d'archéologie classique et sénateur de la XXXe législature du royaume d'Italie.

## Travaux
- Domus Aurea" nella topografia medievale di Roma - Rendiconto dell'Accademia nazionale dei Lincei, classe di scienze morali, storia e filosofia, s. 5, XVIII (1909), pag. 224-230
- Avanzi di fortificazioni medievali del Palatino - Rendiconto dell'Accademia nazionale dei Lincei, classe di scienze morali, storia e filosofia, s. 5, XVIII (1909), pag. 527-539
- Per la conservazione di alcune memorie medievali comprese nella "Passeggiata Archeologica - Rendiconto dell'Accademia nazionale dei Lincei, classe di scienze morali, storia e filosofia, s. 5, XVIII (1909), pag. 540-552;
- Ultime vicende e trasformazione cristiana della Basilica Emilia - Rendiconto dell'Accademia nazionale dei Lincei, classe di scienze morali, storia e filosofia, s. 5, XXI (1912), p. 758-766
- Il Chartularium del Palatino - Rendiconto dell'Accademia nazionale dei Lincei, classe di scienze morali, storia e filosofia, s. 5, XXI (1912), Pag. 767-72
- Il tempio di Antonino e Faustina - Monumenti Antichi Lincei, XXIII (19, 4), p. 949-974
- Gli Horrea Agrippiana e la diaconia di s. Teodoro - Monumenti Antichi Lincei, XXIII (19, 4), Pag. 374-402
- La recinzione meridionale del Foro Traiano,in Memorie della Pontificia Accademia Romana di Archeologia, s. 3, 1, 2 (1924), Pag. 177-191.
- I lavori della Curia, Roma 1938
- Il Senato romano in onore di Ezio - Rendiconto della Pontificia Accademia Romana di archeologia, s. 3, XXII (1946-47), Pag. 267-273
- La statua porfiretica della Curia,in Notizie degli scavi di antichità, s. 8, 1 (1947), Pag. p. 85-100
- Il culto della Mater Deum Magna Idaea e di Venere Genitrice sul Palatino - Memorie della Pontificia Accademia Romana di Archeologia, s. 3-, VI, 2 (1947), p. 229-239
- L'ultimo relitto dell'archivio imperiale sul Palatino - Rendiconto della Pontificia Accademia Romana di archeologia, s. 3, XXIII-XXIV (1947-49), Pag. 269-275
- L'acropoli di Ferentino, in Bollettino d'arte, XXXIV (1949), Pag. 293-306
- Ferentinum, Ferentinuni Novum, Ferentinum Maius - Rendiconto della Pontificia Accademia Romana di archeologia, s. 3, XXV-XXVI (1949-1951), Pag. 153-156
- Lavori nella sede del Senato romano al tempo di Teodorico - Bollettino della Commissione archeologica comunale di Roma, LXXIII (1949-50, pubblicato nel 1952), Pag. 77 e seguenti.
- Il fregio figurato della Basilica Emilia - Bollettino d'arte, XXXV (1950), Pag. 289-294
- Ricordi di Elagabalo nella sede del Senato romano - Rendiconto della Pontificia Accademia Romana di archeologia, s. 3, XXVII (1951-54), Pag. 47-54
- Ferentino: ricerche epigrafiche e topografiche - Rendiconto della Pontificia Accademia Romana di archeologia, s. 8, IX (1954), p. 470-605
- Tracce di culti orientali sul Palatino imperiale - Rendiconto della Pontificia Accademia Romana di archeologia, s. 3, XXIX (1956-57), p. 13-49[1].